# Richard Petty
Richard Lee Petty (ur. 2 lipca 1937) – amerykański kierowca wyścigowy, siedmiokrotny mistrz serii NASCAR, członek International Motorsports Hall of Fame. 
Petty urodził się w Randleman w Karolinie Północnej. Jego ojciec, Lee Petty, był trzykrotnym mistrzem serii NASCAR. Richard Petty karierę kierowcy rozpoczął w 1958 roku, a prestiżowy wyścig Daytona 500 wygrał siedem razy i siedmiokrotnie zwyciężył w NASCAR Winston Cup Series. Przez większość kariery, w latach 1959-1992, jeździł samochodem z numerem startowym 43. 
W 1992 otrzymał od prezydenta George’a Busha Medal Wolności, a w 1997 później został uhonorowany członkostwem w International Motorsports Hall of Fame.